# SC Viktoria 1912 Hühnerfeld
Maillots
Dernière mise à jour : 3 avril 2011.
Le SC Viktoria 1912 Hühnerfeld est un club allemand de football localisé à Sulzbach dans la Sarre.

## Histoire (football)
Le club fut fondé en 1912 sous l’appellation de SpVgg Viktoria 1912 Hühnerfeld.
En 1935, le club fusionna avec le TV Hühnerfeld pour former le TuS Hühnerfeld'.
En 1945, le club fut dissous par les Alliés (voir Directive n°23). Il fut rapidement reconstitué sous la dénomination de SC Viktoria 1912 Hühnerfeld.
En 1950, le SC Viktoria 1912 accéda à l’Ehrenliga Saarland. Deux ans plus tard, le club monta en 2. Oberliga Südwest, une ligue située au 2e niveau de la hiérarchie. Il y évolua trois saisons puis fut relégué. Il conquit directement le titre de Saarland Meister et participa à ce titre au tour final qu’il remporta et remonta directement en 2. Oberliga Südwest. Il y séjourna jusqu’au terme de la saison 1960-1961 puis redescendit en Amateurliga. 
À partir de 1958, le club joua sous l’appellation de SC Viktoria Sulzbach, en rapport avec le soutien apporté par la localité. Le club retrouva son appellation de Viktoria Hühnerfeld en 1984.
En 1963, le club fut une nouvelle fois sacré Saarland Meister, mais lors du tour final il échoua à accéder à la Regionalliga Südwest. Lors du Championnat d’Allemagne Amateur pour lequel il était qualifié, le SC Viktoria atteignit les demi-finales où il chuta contre le VfB Stuttgart Amateur. L’année suivante, le cercle fut une 3e champion de Sarre, mais ne parvint toujours pas à monter en Regionalliga en s’inclinant lors du tour final contre le FC Germania Metternich.
En 1966, le SC Viktoria Sulzbach fut vice-champion et participa à nouveau au Championnat d’Allemagne Amateur. En huitièmes de finale, il élimina le SpVgg Erkenschwick puis tomba en quarts contre le SG Westend Frankfurt.
En 1968, le club descendit d’un étage. Quatre ans plus tard, il subit une nouvelle relégation.
En 1983, le SC Viktoria remonta en Bezirksliga puis poursuivit vers la Landesliga la saison suivante. En 1988, le club revint en  Verbandsliga, à l’époque le 4e niveau de la hiérarchie. Durant plusieurs saisons, le club lutta pour son maintien. En 1995, il dut redescendre en Landesliga. Il effectua quelques fois la navette entre Landesliga et Verbandsliga.
En 2010-2011, la SC Viktoria 1912 Hühnerfeld évolue en Landesliga Saarland (Groupe Südwest), soit au 8e niveau de la hiérarchie de la DFB.